# Glyphocrangonidae
Glyphocrangonidae is een familie van kreeftachtigen uit de klasse van de Malacostraca (hogere kreeftachtigen).

## Geslacht
- Glyphocrangon A. Milne-Edwards, 1881